# Saloma Aleksandra
Saloma Aleksandra, edina uradno priznana kraljica v zgodovini judovstva, * 139 pr. n. št., † 67 pr. n. št.
Bila je žena Aristobula I. in pozneje njegovega brata kralja Aleksandra Janeja, ki je vladal od 103 pr. n. št. do 76 pr. n št. V času njegove vladavine je prišlo do sporov in državljanske vojne, v kateri je Saloma podprla stranko farizejev. 
Po kraljevi smrti je Saloma sama prevzela oblast in vladala do leta 67 pr. n. št. V času njen vladavine je bil v državi mir, po njeni smrti je spet izbruhnila državljanska vojna: njena sinova Hirkan II. in Aristobul II. sta se borila za oblast. Državljanska vojna je imela za posledico rimsko zasedbo Judeje leta 63 pr. n. št.